# Aulacorhynchus whitelianus
Aulacorhynchus whitelianus, conhecido popularmente como tucaninho-dos-tepuis , tucaninho-verde ou tucaninho-do-tepui, é uma espécie de ave pertencente à família Ramphastidae. É nativo das florestas úmidas dos tepuis e outras terras altas do Planalto das Guianas. Antigamente era considerado coespecífico com o Aulacorhynchus derbianus.